# Ruppellia semiflava
Ruppellia semiflava är en tvåvingeart som beskrevs av Christian Rudolph Wilhelm Wiedemann 1830. Ruppellia semiflava ingår i släktet Ruppellia och familjen stilettflugor. Inga underarter finns listade i Catalogue of Life.